# Baie de Milne (province)
Pour les articles homonymes, voir Milne.
Baie de Milne est une province de la Papouasie-Nouvelle-Guinée appartenant à la région Papouasie, à l'extrémité orientale de l'île de Nouvelle-Guinée. Elle tire son nom de la baie de Milne qui s'y trouve.

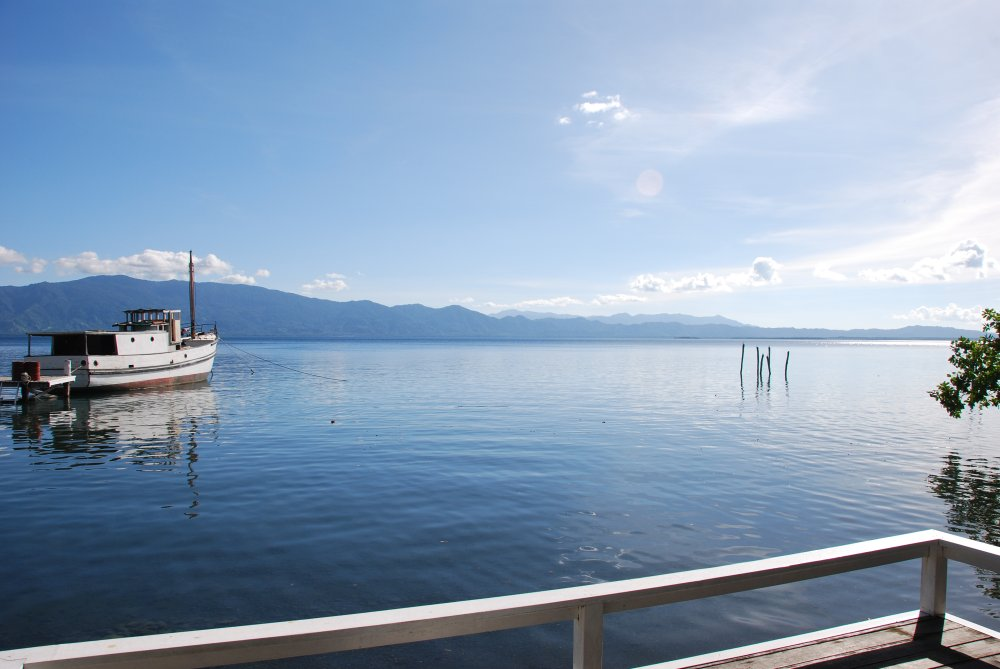
Vue sur la baie de Milne à Alotau